# Mikal Kirkholt
Mikal Kirkholt (ur. 9 grudnia 1920 w Rindal, zm. 28 czerwca 2012 tamże) – norweski biegacz narciarski, srebrny medalista olimpijski.

## Kariera
Igrzyska olimpijskie w Oslo w 1952 roku były pierwszymi i zarazem ostatnimi w jego karierze. Wspólnie z Magnarem Estenstadem, Hallgeirem Brendenem i Martinem Stokkenem wywalczył srebrny medal w sztafecie 4 × 10 km. Na tych samych igrzyskach zajął także 12. miejsce w biegu na 18 km techniką klasyczną. Nie startował na mistrzostwach świata.

## Osiągnięcia

### Igrzyska olimpijskie
| Miejsce | Dzień     | Rok  | Miejscowość | Konkurencja             | Czas biegu | Strata    | Zwycięzca        |
| ------- | --------- | ---- | ----------- | ----------------------- | ---------- | --------- | ---------------- |
| 12.     | 18 lutego | 1952 | Oslo        | 18 km stylem klasycznym | 1:01:34 h  | +2:52 min | Hallgeir Brenden |
| 2.      | 23 lutego | 1952 | Oslo        | Sztafeta 4 × 10 km      | 2:20:16 h  | +2:57 min | Finlandia        |